# Verrückt und zugenäht
Verrückt und zugenäht ist ein deutsches Filmlustspiel aus dem Jahre 1962 von Rolf Olsen mit Rudolf Platte in der Hauptrolle eines liebenswerten Gefängnisdirektors.

## Handlung
Im Knast von Gefängnisdirektor Gernewein geht es ausgesprochen heiter her, der verständnisvolle Anstaltsleiter ist bei den Ganoven, die ihre Heimstatt „Sonnenburg“ nennen, außerordentlich beliebt. Nun aber soll der Herr Direktor zum Regierungsrat befördert werden – da passiert ein unvorhergesehenes Malheur: Mittels gefälschter Papiere wurden mehrere Häftlinge vorzeitig entlassen, was Gerneweins Beförderung schlagartig in Frage stellt, da nun eine Revision droht.
Gefängnisaufseher Adolf Meyer bittet die fünf Ausbrecher daraufhin, freiwillig zurückzukommen. Draußen, in der frisch gewonnenen Freiheit, hält sich sogleich ein weiterer schräger Vogel, der Gewohnheitsgangster Kralle Kaktus, bereit. Er versucht, die Ausbrecher zu einem Einbruch zu überreden. Doch ehe sie ihren Direktor enttäuschen, kehren die Ausbrecher durch ein vorsorglich geschaffenes Loch wieder in ihre heimeligen, ihnen lieb gewordenen Zellen zurück.

## Produktion
Verrückt und zugenäht entstand im Frühjahr 1962, passierte am 19. Juni 1962 die FSK-Prüfung und wurde drei Tage später uraufgeführt.
Für den seit Stummfilmzeiten aktiven Kinoveteran Hans Sohnle, der hier gemeinsam mit Friedrich Thaler für die Filmbauten verantwortlich zeichnete, war dies einer seiner letzten Arbeiten.
Die Rahmenhandlung rund um Peter Kraus, der den Titel „Ich steige dir aufs Dach“ singt, und die seine Freundin spielende Vivi Bach, die mit dem Titel „Sweet Sweety“ zu hören ist, hat für die eigentliche Geschichte keine Bedeutung. Auch der Auftritt von Gunther Philipp, der hier in einer Doppelrolle zu sehen ist, ist für den Kernhandlungsstrang bedeutungslos.

## Kritiken
Paimann’s Filmlisten resümierte: „Eine heitere Ganoven-Geschichte … Einträglicher Klamauk.“

„Albernes Klamauk-Lustspiel mit Schlagern, sinnlosen Gags und Gunther Philipp in einer Doppelrolle.“